# Раротонга (острів)
Раротонга (англ. Rarotonga) — острів у Тихому океані, найбільший з островів Кука.
На Раротонга розташована будівля Парламенту Островів Кука та міжнародний аеропорт.

## Географія

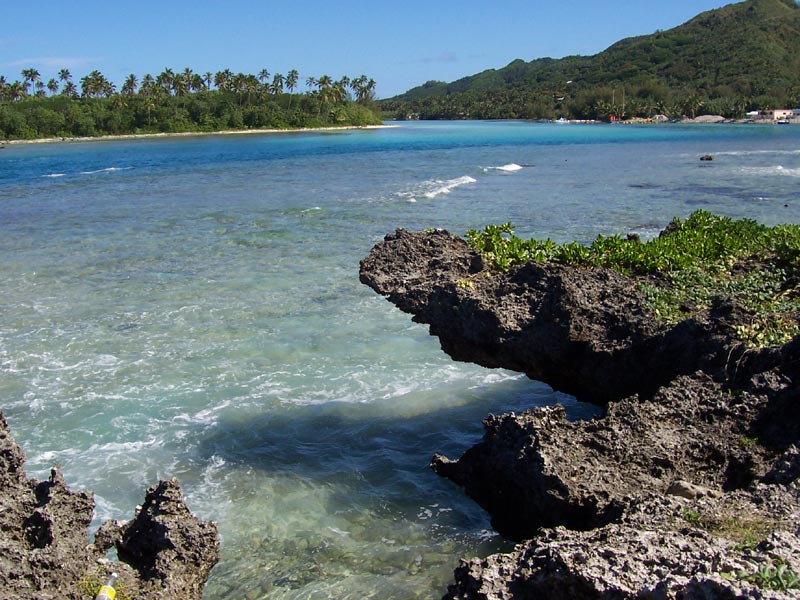
Узбережжя острова

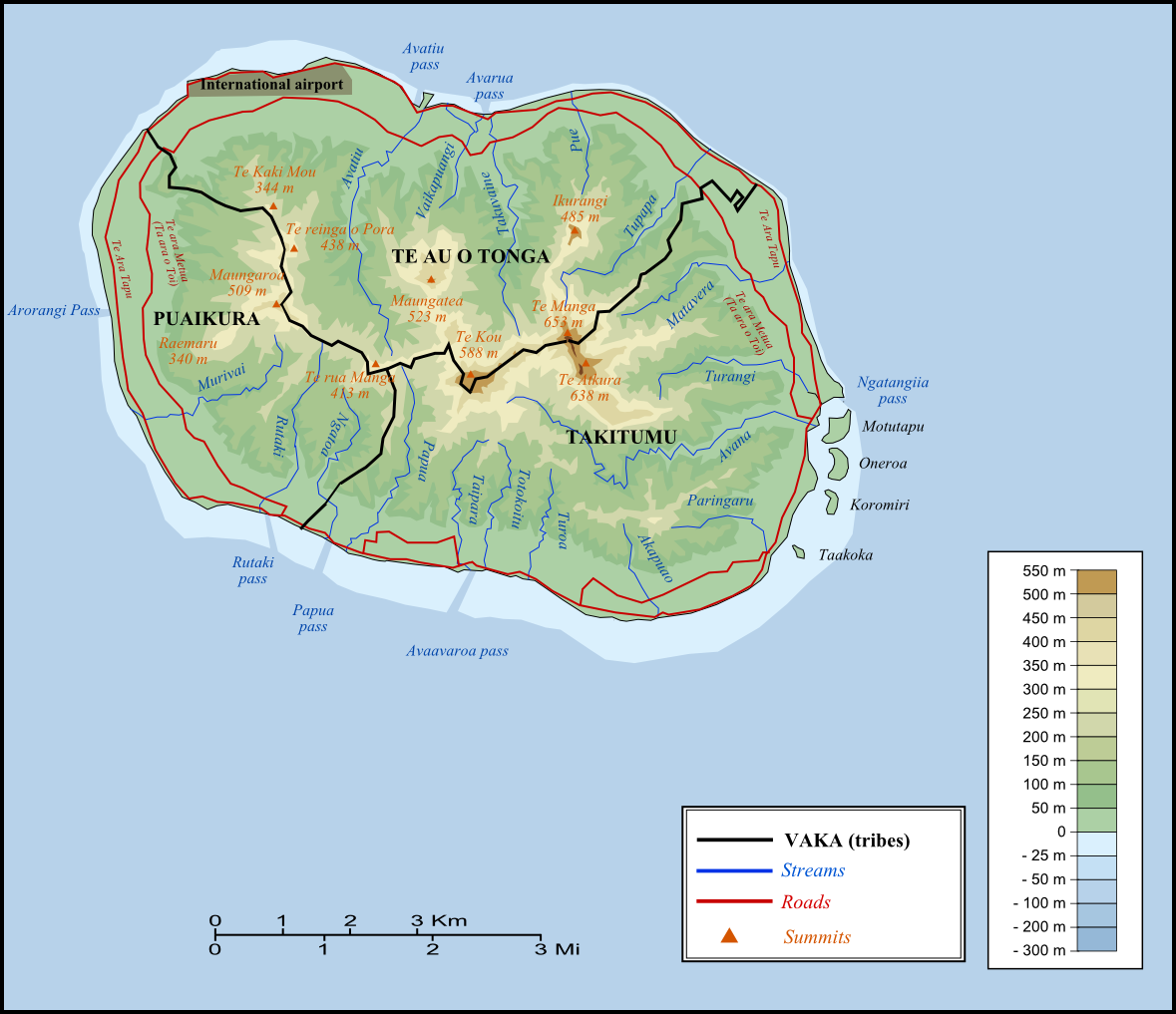
Топографічна карта острова Раротонга

За походженням є піднятим ядерним атолом з гіпертрофованим внутрішнім вулканічним масивом.

## Населення
Згідно з переписом 2011 року на Раротонга проживає 10 572 з 14 974 чоловік загального населення Островів Кука.
Розташоване на північному узбережжі місто Аваруа є столицею і найбільшим населеним пунктом островів.

## Адміністративний поділ
Раротонга складається з трьох районів, які відповідають територіям племен (вака) Ті Ау Про Тонга, Такітумі і Пуаікіра. Однак їх самоврядування було в черговий раз скасовано в 2008 році.

## Туризм
Раротонга є дуже популярним туристичним напрямком з великою кількістю курортів, готелів і мотелів.

## Відомі уродженці та жителі
- Апенера Шорт (1916—2011) — представник королеви Великої Британії на Островах Кука (1990—2000).
- Терепаї Маоате (* 1934) — політик, прем'єр-міністр Островів Кука.